# アイ・シー・スターズ
アイ・シー・スターズ（英: I See Stars）は、アメリカ合衆国ミシガン州出身のエレクトロニコアバンドである。2009年にアルバム『3-D』でデビューを飾り、アスキング・アレクサンドリア、ザ・ワード・アライヴといった人気バンドとの共演を果たしながら、着実に知名度を獲得。メタルコアにキーボードやシンセサイザーなど、エレクトロな要素を加えた音楽スタイルが特徴である。

## 来歴

### バンドの結成と活動初期（2006年 – 2008年）
ボーカルのデビンとドラムのアンドリューは実の兄弟であり、幼い頃から一緒に音楽を演奏していた。デビンは、「僕ら兄弟は小学校の頃から、ギターのブレント、ベースのジェフと同じ地区に住んでいたんだ」と話している。
2006年、I See Starsという名前で正式にバンド活動を開始。
2007年、デビューEP『Green Light Go!』をリリース。
2008年、スメリアン・レコードと契約。

### デビューアルバム『3-D』（2008年 – 2009年）
2008年、フロリダ州オーランドでアルバムのレコーディングを開始。
2009年4月14日、デビューアルバム『3-D』をリリース。その後まもなく、スクリームとキーボードを担当していたザック・ジョンソンがバンドを脱退。理由は明らかにされていないが、ザックは自身のインスタグラムにおいて、なぜ辞めさせられたのかわからないと主張。ザックの脱退後は、ウィ・ケイム・アズ・ロマンズの元メンバーである、クリス・ムーアが加入した。
2009年6月19日-8月1日、エマロサがヘッドライナーを務めた「The Artery Foundation Across the Nation Tour 2009」に、アワー・ラスト・ナイト、イン・フィアー・アンド・フェイス、バーデン・オブ・ア・デイ、ブロードウェイらと出演。
2010年3月3日-4月4日、「The Artery Foundation Across the Nation Tour 2010」にアタック・アタック!、ブリーズ・キャロライナ、アスキング・アレクサンドリア、ベリー・トゥモローらと出演。

### 2ndアルバム『The End Of The World Party』（2010年 - 2011年）
2010年3月、2枚目のアルバム『The End Of The World Party』の製作を開始。前作『3-D』のプロデューサーであるキャメロン・ミゼルを再び迎え入れて、レコーディングは進んだ。
2010年6月14日、クリス・ムーアが「音楽性の違い」を理由に脱退を発表。ザック・ジョンソンがメンバーとして再加入し、同年開催されたワープド・ツアーに参加した。
2010年11月4日、『The End Of The World Party』のプレビュー動画をYouTubeにて公開。アルバムリリース前から収録曲がライブなどで披露された。
2011年1月2日、アルバムのトラックリストを公開。
2011年2月22日、2枚目のアルバム『The End Of The World Party』をリリース。
2011年2月27日、オーストラリアで開催された『Soundwave 2011』に出演。
2011年5月31日、テレビ番組『ジミー・キンメル・ライブ!』に出演し、『Glow』と『What This Means to Me』をパフォーマンス。これにより、全米テレビデビューを果たした。

### 3rdアルバム『Digital Renegade』 (2011年 – 2012年)
2011年7月15日-8月29日、ブリーズ・キャロライナがヘッドライナーを務めた「Scream It Like You Mean It Tour 2011」に出演。
2011年10月26日-11月29日、オブ・マイス・アンド・メンがヘッドライナーを務めた「Monster Outbreak Tour 2011」に、フォー・ザ・フォールン・ドリームス、アバンドン・オール・シップス、ザッツ・アウトレイジアス!らと出演。
2012年1月6日-29日、「Leave It 2 The Suits Tour」を開催。ゲストバンドに、スティック・トゥ・ユア・ガンズ、メンフィス・メイ・ファイヤー、アワー・ラスト・ナイト、メイク・ミー・フェイマスを呼んだ。また、このツアーの宣伝動画で、新しいアルバムをリリースすることも併せて発表された。
2012年1月8日、公式フェイスブックページを通じて、アルバム収録曲『Filth Friends Unite』が先行公開された。
2012年3月14日、3枚目のアルバム『Digital Renegade』をリリース。
2012年8月30日、メンバー全員が「幻覚作用を引き起こす薬物」を使用目的で所持していたと見られ、逮捕された。容疑者としてメンバーの顔写真が公開され、デビンは「人生で最悪の13時間を過ごした」とツイッターでコメントを残した。
2012年10月9日、ゲストボーカルにキャサディー・ポープを迎えた楽曲『Electric Forest』のリミックスバージョンとして『The Hardest Mistakes』をリリース。
2012年10月11日より、フォーリング・イン・リヴァースの「The Thug in Me Is You Tour」に数日間参加したが、フォーリング・イン・リヴァースのボーカルであるロニー・ラドクとの間に確執が生まれ、以降のツアー日程では不参加となった。
2012年11月16日-12月16日、「Monster Outbreak Tour 2012」に出演。出演予定だったスーサイド・サイレンスが、ボーカルのミッチ・ラッカーの死去により、降板せざるを得なくなってしまったため、その後任を務めた。

### 4thアルバム『New Demons』 (2013年 – 2014年)
2013年2月16日-17日、「SCREAM OUT FEST 2013」に出演。初来日を果たした。
2013年6月15日-8月4日、「Warped Tour 2013」に参加。未発表楽曲『Ten Thousand Feet』をステージで披露。後に、アルバム『New Demons』に収録された。
2013年6月17日、リリース予定のアルバムに収録される楽曲『Violent Bounce (People Like ¥øµ)』をオルタナティヴ・プレスがウェブサイト上で独占初公開した。
2013年10月22日、4枚目のアルバム『New Demons』をリリース。プロデューサーにジョーイ・スタージスを迎え入れて製作された。
2013年10月26日-11月24日、「Started From The Bottom Now We Here Tour」を開催。ザ・ワード・アライブ、クラウン・ジ・エンパイアらと共演。
2014年1月31日-2月16日、アッティラの『The New King's Tour』にサポートアクトとして出演。
2014年7月11日-8月3日、「The All Stars Tour 2014」でヘッドライナーを務めた。

### 5thアルバム『Treehouse』（2015年 - 2018年）
2015年8月28日、リミックスアルバム『Phases』をリリースし、「Phases Tour」の開催を発表したが、ジミー・グレガーソンが脱退。詳細な理由は明らかにされておらず、後にメトロ・ステーションのツアーメンバーとなった。また、ザック・ジョンソンも同時期に脱退しており、アルバム『Phases』やツアーへの参加もしていない。
2015年12月22日、ジミーとザックは、それぞれのインスタグラムを通じて、数ヶ月前にバンドを脱退していたことを発表した。その後、ザックは新しいバンドTherefore Farewellを結成するが、程なくして脱退。最終的に、ジェントバンドOuter Glowを結成した。
2016年6月17日、5枚目のアルバム『Treehouse』をリリース。
2016年6月24日-8月13日、「Warped Tour 2016」に参加。
2016年10月25日-12月6日、スメリアン・レコード主催の『10 Years In The Black Tour』に、アスキング・アレクサンドリア、ボーン・オブ・オシリス、アフター・ザ・ベリアル、アポン・ア・バーニング・ボディ、バッド・オーメンズらと参加。
2017年12月3日、Crossfaithが主催した「ACROSS THE FUTURE」に出演。

### ライブツアーへの復帰と新曲活動（2019年 - ）
2019年2月1日、Kayzoの「Doghouse Takeover Presents: Unleashed Tour」に出演することを発表。エレクトロとメタルの融合をコンセプトに掲げ、多くのアーティストが参加した。
2019年8月2日、11月初旬に開催されるアワー・ラスト・ナイトの「Let Light Overcome the Darkness Tour」に出演することを発表した。
2019年8月11日、「iMatter Festival 2019」に出演。
2019年8月15日-25日、デビューアルバム『3-D』のリリースから10周年を記念して、アコースティックツアーを開催した。
2019年11月19日、アワー・ラスト・ナイトがカバーしたルイス・キャパルディの『Someone You Loved』にデビンがゲストボーカルとして参加。
2021年2月、バンドのマネージャーであるニック・ウォルターのインスタグラムにおいて、新曲のレコーディング模様が公開され、1ヵ月半のレコーディングを終えたことを発表した。
2023年5月16日、2枚の新しいシングル『Anomaly』と『Drift』をリリース。
2023年9月8日、シングル『Are We 3ven?』をリリース。
2023年11月15日、シングル『D4MAGE DONE』をリリース。

## 現在のメンバー
- ブレント・アレン（英: Brent Allen）– リードギター

1991年生まれ。
- アンドリュー・オリバー（英: Andrew Oliver）– ドラム、シンセサイザー、ボーカル

1990年生まれ。
ジミーとザック脱退後は、ドラムからシンセサイザー兼クリーンボーカルに転向。
- デビン・オリバー（英: Devin Oliver）– ボーカル

1992年生まれ。ジミーとザック脱退後は、スクリームボーカルも担当。
- ジェフ・バレンタイン（英: Jeff Valentine）– ベース

1992年生まれ。

### 旧メンバー
- ジミー・グレガーソン（英: Jimmy Gregerson）– リズムギター

1989年生まれ。2015年に脱退。
- ザック・ジョンソン（英: Zach Johnson）– シンセサイザー、スクリームボーカル

デビューアルバム『3-D』リリース直後に脱退。2010年に再び加入したが、2015年に脱退。
- クリス・ムーア（英: Chris Moore）- シンセサイザー、スクリーム

1990年生まれ。2009年のザック脱退後に加入。2010年に脱退。

## ディスコグラフィ

### アルバム
| 発売日         | タイトル                   | レーベル         | 全米ビルボードアルバムチャート最高位 |
| 2009年4月14日  | 3-D                        | Sumerian Records | 176位                                |
| 2011年2月22日  | The End of the World Party | Sumerian Records | 144位                                |
| 2012年3月13日  | Digital Renegade           | Sumerian Records | 45位                                 |
| 2013年10月22日 | New Demons                 | Sumerian Records | 28位                                 |
| 2015年2月23日  | New Demons(Remixes)        | Sumerian Records |                                      |
| 2015年8月28日  | Phases(Remix album)        | Sumerian Records |                                      |
| 2016年6月17日  | Treehouse                  | Sumerian Records | 93位                                 |
| 2018年4月6日   | Treehouse(Acoustic)        | Sumerian Records |                                      |

### デジタルシングル
- The Hardest Mistakes (feat. Cassadee Pope) (2012年10月9日)

### EP
- Green Light Go! (2007年)
- I See Stars (2008年)

## ShYbeast
ShYbeast（シャイビースト）は、ボーカルのデビン・オリバーによるソロプロジェクトである。2019年4月5日、シングル『Do You Mind』をリリースして活動を開始。2019年12月9日より、アーティストグッズも販売された。

### ディスコグラフィ

#### シングル
- Do You Mind (feat. ShYbeast) (2019年4月5日)
- Cruel Love (feat. ShYbeast & FRANK ZUMMO) (2019年7月24日)
- no 1 else (2019年12月13日)
- Will Your Heart Have Room (2020年2月21日)
- Middle of Love (2020年7月17日)
- Middle of Love (Acoustic) (2020年9月4日)
- God The Blood (2020年10月29日)
- Anywhere (feat. ShYbeast & PLYA) (2021年2月5日)

#### EP
- God The Blood - The Remixes (2021年3月9日)